# Bonifaciu Florescu
Bonifaciu Florescu (Budapest, 14 maggio 1848 – Bucarest, 18 dicembre 1899) è stato uno scrittore, critico letterario e traduttore rumeno.

## Biografia

### Famiglia e formazione
Bonifaciu Florescu nacque come figlio illegittimo del patriota boiardo Nicolae Bălcescu e di Alexandrinei Luxița Florescu, figlia dell'agha logoteta Iordache, lontanamente imparentato con le famiglie fanariote Ghica e Soutzos. Il padre inizialmente lo riconobbe, ma fu assente per gran parte del tempo rimanendo coinvolto nei moti della Primavera dei Popoli, morirà poi nel 1852.
Nel 1858 la madre lo adotta legalmente e lo porta in Francia, dove studia tra Parigi e Rennes, nel 1873 torna in Romania e diventa professore alla facoltà di Iași ma viene destituito l'anno dopo da Titu Maiorescu, insegna anche al liceo "Sfântul Sava" di Bucarest, il liceo militare di Mănăstirea Dealu e il seminario "Nifon Mitropolitul" di Bucarest.
Nel 1873 sposa Rose-Henriette le Roho d'Alcobia, ma non ebbero figli, bensì adottarono un ragazzo di nome Ion.
Secondo Constantin Bacalbașa, suo contemporaneo: "Florescu aveva un temperamento combattivo, scriveva molto sebbene non avesse tale talento, e teneva conferenze politiche, sebbene non avesse nemmeno quella qualità".

### Scritture e attività politica
Tra le sue pubblicazioni troviamo un dizionario in francese, un'antologia della poesia francese, un commento su Georges-Louis Buffon, una storiografia della letteratura francese, nonché un'ampia attività giornalistica, egli era infatti schierato dal Partito Nazionale Liberale al fianco del boiardo Pantazi Ghica e Alexandru Macedonski, scrivendo per varie testate giornalistiche del partito come Literatorului, Portofoliul Român, Duminica, Țara Literară, Dacia Viitoare e molte altre, dove esprimeva i suoi pensieri anti-Junimea.
Bonifaciu si occupa anche della storia dei popoli e della storia della loro letteratura, scrive sulla rivoluzione francese, nel 1875 partecipa a un corso facoltativo di critica storica moderna, storia universale e storia dell'arte. Conosceva la letteratura antica e contemporanea del tempo, naturalismo e parnassianesimo sono respinti perché vanno contro l'arte.
Era un lettore di Georges-Louis Buffon e principalmente degli scrittori e artisti neoclassici, raramente esaminando anche scrittori romantici e post-classici come Gérard de Nerval o Charles Baudelaire. Per quanto riguarda la letteratura rumena, esalta principalmente poeti facenti parte del suo partito politico come Ion Heliade-Rădulescu, Grigore Alexandrescu, Dimitrie Bolintineanu e Alexandru Vlahuța, mentre personaggi come Mihai Eminescu e Ioan Slavici (schierati col Partito Conservatore Romeno) venivano spesso ironizzati, Eminescu risponderà alle critiche nella sua Scrisorii II chiamando Florescu un "homunculus", anche Maiorescu, nella Despre stil, proclama la "mancanza di un vero critico letterario rumeno".

### Poeta e traduttore
Bonifaciu Florescu ha scritto versi sia in rumeno che in francese, diventando tra i primi ad introdurre una forma fissa nella prosa, chiaramente ispirata alla forma francese, popolarizzando la letteratura francese ed europea in patria attraverso le sue traduzioni delle opere di Alexander Pope, Pierre de Ronsard, Voltaire, Molière, Alfred de Musset, Henri Murger, Catulle Mendès, Walter Scott, Johan Ludvig Runeberg, José-Maria de Hérédia, Théodore de Banville, Edgar Allan Poe, Henry Wadsworth Longfellow, Sándor Petőfi e scrittori dalla letteratura russa, cinese, albanese, indiana, italiana e latina.
Florescu è stato il primo a tradurre in rumeno Maurice Rollinat (Les Névroses, 1883) ed Edgar Allan Poe (The Facts in the Case of M. Valdemar, 1845), la sua attività si rallenta quando scopre di soffrire di ipertrofia ventricolare. Suo figlio adottivo Ion diventerà un militare, ma cadrà in disgrazia dopo uno scandalo, avrà due figli, che emigreranno entrambi in Brasile.

## Opere e pubblicazioni
- Etiam contra omnes I-II (1875)
- Cursu facultativu de istorie modernă critică (1875)
- O sută de adevăruri (1875)
- Răpirea Bucovinei (pubblicato postumo nel 1975 da Vasile Maniu)
- Quelques vers. Au profit des blesses (1877)
- Memento de istorie universală sau istoria în tablouri (1883)
- Discours sur le style (1884)
- Catulle Mendès – Sanguine (1889)
- Ritmuri și rime (1892)
- Histoire de la litterature francaise jusqu'a Malherbe (1892)
- Studii literare I-II (1892-1893)
- Aquarele și poezii în prozâ (1894)
- La Poesie lyrique francaise du X-eme au XX-eme siecle (1895)